# Dmitri Riguin
Dmitri Vasiliévich Riguin –en ruso, Дмитрий Васильевич Ригин– (Krasnoyarsk, 10 de abril de 1985) es un deportista ruso que compite en esgrima, especialista en la modalidad de florete.
Ganó una medalla de plata en el Campeonato Mundial de Esgrima de 2015 y cuatro medallas en el Campeonato Europeo de Esgrima entre los años 2011 y 2016.

## Palmarés internacional
| Campeonato Mundial | Campeonato Mundial      | Campeonato Mundial | Campeonato Mundial  |
| Año                | Lugar                   | Medalla            | Prueba              |
| ------------------ | ----------------------- | ------------------ | ------------------- |
| 2015               | Moscú (Rusia)           | Medalla de plata   | Florete por equipos |
| Campeonato Europeo |                         |                    |                     |
| Año                | Lugar                   | Medalla            | Prueba              |
| 2011               | Sheffield (Reino Unido) | Medalla de bronce  | Florete por equipos |
| 2014               | Estrasburgo (Francia)   | Medalla de bronce  | Florete por equipos |
| 2015               | Montreux (Suiza)        | Medalla de plata   | Florete por equipos |
| 2016               | Toruń (Polonia)         | Medalla de oro     | Florete por equipos |